# Too Damn Hot!
Too Damn Hot! ist ein Jazzalbum von Dr. Lonnie Smith. Die am 5. und 6. Januar 2004 im Maggie’s Farm Studio, Bucks County, Pennsylvania, entstandenen Aufnahmen erschienen 2004 auf Palmetto Records.

## Hintergrund
Nach seinem Beck-Tributalbum Boogaloo to Beck: A Tribute, das er 2003 mit dem Gitarristen Doug Munro eingespielt hatte, arbeitete der Organist Dr. Lonnie Smith in Gesellschaft von zwei Gitarristen – Peter Bernstein (Lead-Gitarre) und Rodney Jones (Rhythmusgitarre) und den wechselnden Schlagzeugern Gregory Hutchinson und Fukushi Tainaka.
Too Damn Hot! war seine Debütaufnahme bei Palmetto Records und überraschenderweise erst die 15. Veröffentlichung unter seinem eigenen Namen, seit er Mitte der 1960er Jahre in der Jazzszene aufgetaucht war, schrieb John Kelman, obwohl Smith bis dato in seiner Karriere auf über 80 Alben mitgewirkt hatte, auch mit Künstlern wie George Benson und Lou Donaldson.

## Titelliste
- Dr. Lonnie Smith: Too Damn Hot (Palmetto Records PM 2105)[3]

1. Norleans 4:51
2. Too Damn Hot 5:22
3. Back Track 7:09
4. The Whip 5:39
5. Silver Serenade (Horace Silver) 5:58
6. Track 9 5:30
7. One Cylinder 7:10
8. Someday My Prince Will Come (Frank Churchill, Larry Morey) 7:32
9. Your Mama’s Got a Complex 5:06
10. Evil Turn 6:04

Wenn nicht anders vermerkt, stammen die Kompositionen von Lonnie Smith.

## Rezeption
Thom Jurek verlieh dem Album in Allmusic dreieinhalb Sterne und schrieb, das Zwei-Gitarren-Format sei insofern schön anzuhören, als es eine breite Palette von Klangfarben und harmonischen Texturen in das Geschehen einfüge. Das Material der Session sei ein Kompendium neuer Soul-Jazz-Eigenkompositionen von Smith wie das Titelstück und „The Whip“, eine schlüpfrige, funkige Hardbop-Nummer, die an John Pattons Sessions mit Grant Green [Anfang der 1960er-Jahre] erinnere. Auch hier gebe es zwei Coverversionen, eine schöne Version von Horace Silvers Ballade „Silver Serenade“ und eine skurrile Interpretation von „Someday My Prince Will Come“. Das letzte Stück des Albums, „Evil Turn“, koche wie verrückt in atemberaubender Bop-Manier. Dies sei Lonnie Smiths bisher beste Bilanz des Jahrzehnts, so das Resümee des Autors.

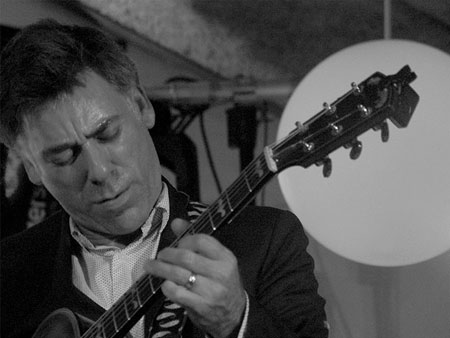
Peter Bernstein (2015)

Nach Ansicht von John Kelman, der das Album in All About Jazz rezensierte, hält Lonnie Smith bei dieser Session die Dinge schlicht und schlank, wobei Rodney Jones eine geschmackvolle Rhythmusgitarre liefere und Peter Bernstein, der intensiv mit Larry Goldings zusammengearbeitet hat und daher dem Orgeltrio nicht fremd sei, mit einigen bluesgetränkten Solostücken seinen Beitrag leiste. Aber das sei vor allem Smiths Show, und der zeige im Verlauf des Session, wie oft nur eine Note oder ein Akkord nötig ist. Auf dem New Orleans Second-Line-Blues „Norleans“ präsentiere er einfache, aber gefühlvolle Linien, die mit so wenig so viel ausdrücken würden. Und dann, wenn man denke, dass das Album nur aus Soul und leichtem Swing bestehen wird, hole Smith „Track 9“ heraus, der mit seiner Beharrlichkeit und seiner schnell gehenden Basslinie das intensivste und anspruchsvollste Stück der Platte ist.
Ebenfalls in All About Jazz schrieb Joe Roberts, es gebe keinen Zweifel an Dr. Lonnie Smiths Referenzen, wenn es um sengende Soul-Jazz-Orgel geht. Smith zeige sich als Meister an der Hammond-Orgel und erweise sich als stets hörenswerter Künstler. Bernsteins verschachtelte Leadgitarre und vor allem Jones’ funky Rhythmus verleihen dem Set aus meist originalen Smith-Tunes eine zusätzliche Würze. Insgesamt verfolge das Quartett die vielen Spielarten des Soul-Jazz vom Crescent City-Groove des Eröffnungsstücks „Norleans“ bis zum schwülen Blues des Titelstücks und dem bodenständigen Funk von „Your Mama’s Got a Complex“. Während dies eine meist hitzige Angelegenheit sei, kühle Smith die Dinge auf zwei Balladen ab: eine milde Lesart von Horace Silvers „Silver Serenade“ und eine luftige Version von „Someday My Prince Will Come“. Dies sei ein unterhaltsames, funky Album, das Smiths Status als einer der wahren Helden der Hammondorgel festige.
Mike Shanley wertete in JazzTimes, für Too Damn Hot! halte Dr. Lonnie Smith an den Grundlagen des Hammond-B3-Kanons fest: Blues, Balladen und Vamps. Aber diese zehn Stücke würden beweisen, dass die bewährten Formate in den Händen von jemandem wie Smith perfekt funktionieren – und obendrein habe er eine dicht spielende Band. Smith vermeide publikumswirksame B3-Tricks wie das Einrasten in ein Riff für zwölf Takte am Stück oder das Wechseln der Stimmen mitten während einer Phrase; stattdessen konzentriere er sich auf „Soli voller Kraft und Saft“, die alle von einigen extrem fetten Basspedallinien angetrieben werden.
Greg Boraman stellte in seiner Besprechung für die BBC fest, seit dem Tod des ursprünglichen Hammond-Innovators Jimmy Smith Anfang 2005 sei Dr. Lonnie Smith einer der wenigen überlebenden amerikanischen Jazz-Organisten, die für sich in Anspruch nehmen können, die Grenzen dieses langlebigen Stils voranzutreiben. Aber mit diesem Album verbinde er mit großer Gelassenheit die Tradition [des Subgenres] mit dem Zeitgenössischen – und im Falle des ersten Tracks „Norleans“ noch dazu ein „Killer-Gumbo-Groove“. „Too Damn Hot“ sei vielleicht die beste Jazz-Orgel-Platte der letzten 30 Jahre, so der Autor. Der [damalige] junge Hammond-Neuling Joey DeFrancesco habe das größere Profil, das Sponsoring und die auffälligere Technik – aber es sei der gute Doktor Smith, der behaupten kann, der aktuelle Innovator, ein Spieler mit Geschmack und die wirkliche Verbindung zwischen Vergangenheit und Gegenwart zu sein.